# Danh sách đơn vị hành chính Trung Quốc theo số dân
Dưới đây là danh sách theo thứ tự các đơn vị hành chính của Cộng hoà nhân dân Trung Hoa (CHNDTH), bao gồm tất cả các tỉnh, các khu tự trị, thành phố trực thuộc trung ương và đặc khu hành chính, lưu ý danh sách này tính vào thời điểm cuối năm 2010.
Tỉnh Đài Loan, hoàn toàn nằm dưới quyền quản lý của Trung Hoa dân quốc (THDQ), không có trong danh sách này, trong khi số dân của tỉnh Phúc Kiến không bao gồm dân số của phần tỉnh Phúc Kiến thuộc Trung Hoa dân quốc. Dân số của Trung Hoa dân quốc, với quyền kiểm soát các đảo Đài Loan, Bành Hồ, Mã Tổ, Kim Môn... được biết với tên gọi Địa khu tự do hoặc địa khu Đài Loan, nằm ở cuối của danh sách.

## Số liệu năm 2018
Số liệu dân số các đơn vị hành chính của Trung Quốc năm 2018.
| Số TT | Đơn vị hành chính | 2018          | Quốc gia so sánh(tháng 10 năm 2019) |
| ----- | ----------------- | ------------- | ----------------------------------- |
|       | Trung Quốc        | 1.395.380.000 | Ấn Độ                               |
| 1     | Quảng Đông        | 113.460.000   | Nhật Bản                            |
| 2     | Sơn Đông          | 100.070.000   | Philippines                         |
| 3     | Hà Nam            | 96.050.000    | Việt Nam                            |
| 4     | Tứ Xuyên          | 83.410.000    | Đức                                 |
| 5     | Giang Tô          | 80.510.000    | Iran                                |
| 6     | Hà Bắc            | 75.560.000    | Thổ Nhĩ Kỳ                          |
| 7     | Hồ Nam            | 68.990.000    | Thái Lan                            |
| 8     | An Huy            | 63.240.000    | Phápn3                              |
| 9     | Hồ Bắc            | 59.170.000    | Ý                                   |
| 10    | Chiết Giang       | 57.370.000    | Nam Phi                             |
| 11    | Quảng Tây         | 49.260.000    | Hàn Quốc                            |
| 12    | Vân Nam           | 48.300.000    | Kenya                               |
| 13    | Giang Tây         | 46.480.000    | Tây Ban Nha                         |
| 14    | Liêu Ninh         | 43.590.000    | Ukraina                             |
| 15    | Phúc Kiến         | 39.410.000    | Iraq                                |
| 16    | Thiểm Tây         | 38.640.000    | Ba Lan                              |
| 17    | Hắc Long Giang    | 37.730.000    | Ba Lan                              |
| 18    | Sơn Tây           | 37.180.000    | Canada                              |
| 19    | Quý Châu          | 36.000.000    | Maroc                               |
| 20    | Trùng Khánh       | 31.020.000    | Ghana                               |
| 21    | Cát Lâm           | 27.040.000    | Mozambique                          |
| 22    | Cam Túc           | 26.370.000    | Madagascar                          |
| 23    | Nội Mông          | 25.350.000    | CHDCND Triều Tiên                   |
| 24    | Tân Cương         | 24.870.000    | Úcn5                                |
| 25    | Thượng Hải        | 24.240.000    | Cameroon                            |
| 26    | Bắc Kinh          | 21.540.000    | Sri Lanka                           |
| 27    | Thiên Tân         | 15.600.000    | Somalia                             |
| 28    | Hải Nam           | 9.340.000     | Honduras                            |
| 29    | Hồng Kông         | 7.335.384     | Togo                                |
| 30    | Ninh Hạ           | 6.880.000     | El Salvador                         |
| 31    | Thanh Hải         | 6.030.000     | Turkmenistan                        |
| 32    | Tây Tạng          | 3.440.000     | Bosna và Hercegovina                |
| 33    | Ma Cao            | 644,900       | Montenegro                          |
|       | Đài Loan          | 23,562,318    | Cameroon                            |

## Số liệu năm 2017
Số liệu dân số các đơn vị hành chính của Trung Quốc năm 2017.
| Số TT | Đơn vị hành chính | 2017          | Quốc gia so sánh(tháng 4 năm 2019) | Sống tại thành phố (2017) | Sống tại nông thôn (2017) | Nguồn       |
| ----- | ----------------- | ------------- | ---------------------------------- | ------------------------- | ------------------------- | ----------- |
|       | Trung Quốc        | 1,382,710,000 | Ấn Độ                              | 831,370,000               | 564,010,000               | [ 1 ]       |
| 1     | Quảng Đông        | 111,690,000   | Philippines                        | 78,020,000                | 33,670,000                | [ 1 ]       |
| 2     | Sơn Đông          | 100,060,000   | Philippines                        | 60,620,000                | 39,440,000                | [ 1 ]       |
| 3     | Hà Nam            | 95,590,000    | Việt Nam                           | 47,950,000                | 47,640,000                | [ 1 ]       |
| 4     | Tứ Xuyên          | 83,020,000    | Đức                                | 42,170,000                | 40,850,000                | [ 1 ]       |
| 5     | Giang Tô          | 80,290,000    | Thổ Nhĩ Kỳ                         | 55,210,000                | 25,080,000                | [ 1 ]       |
| 6     | Hà Bắc            | 75,200,000    | Thổ Nhĩ Kỳ                         | 41,360,000                | 33,830,000                | [ 1 ]       |
| 7     | Hồ Nam            | 68,600,000    | Pháp                               | 37,470,000                | 31,130,000                | [ 1 ]       |
| 8     | An Huy            | 62,550,000    | Ý                                  | 33,460,000                | 29,090,000                | [ 1 ]       |
| 9     | Hồ Bắc            | 59,020,000    | Ý                                  | 35,000,000                | 24,020,000                | [ 1 ]       |
| 10    | Chiết Giang       | 56,570,000    | Nam Phi                            | 38,470,000                | 18,100,000                | [ 1 ]       |
| 11    | Quảng Tây         | 48,850,000    | Hàn Quốc                           | 24,040,000                | 24,810,000                | [ 1 ]       |
| 12    | Vân Nam           | 48,010,000    | Hàn Quốc                           | 22,410,000                | 25,590,000                | [ 1 ]       |
| 13    | Giang Tây         | 46,220,000    | Tây Ban Nha                        | 25,240,000                | 20,980,000                | [ 1 ]       |
| 14    | Liêu Ninh         | 43,690,000    | Algérie                            | 29,490,000                | 14,200,000                | [ 1 ]       |
| 15    | Phúc Kiến         | 39,110,000    | Iraq                               | 25,340,000                | 13,770,000                | [ 1 ]       |
| 16    | Thiểm Tây         | 38,350,000    | Ba Lan                             | 21,780,000                | 16,570,000                | [ 1 ]       |
| 17    | Hắc Long Giang    | 37,890,000    | Canada                             | 22,500,000                | 15,380,000                | [ 1 ]       |
| 18    | Sơn Tây           | 36,820,000    | Canada                             | 21,230,000                | 15,790,000                | [ 1 ]       |
| 19    | Quý Châu          | 35,550,000    | Maroc                              | 16,480,000                | 19,320,000                | [ 1 ]       |
| 20    | Trùng Khánh       | 30,750,000    | Ghana                              | 19,710,000                | 11,050,000                | [ 1 ]       |
| 21    | Cát Lâm           | 27,170,000    | Mozambique                         | 15,390,000                | 11,780,000                | [ 1 ]       |
| 22    | Cam Túc           | 26,260,000    | Bờ Biển Ngà                        | 12,180,000                | 14,080,000                | [ 1 ]       |
| 23    | Nội Mông          | 25,290,000    | Úc                                 | 15,680,000                | 9,610,000                 | [ 1 ]       |
| 24    | Tân Cương         | 24,450,000    | Cameroon                           | 12,070,000                | 12,380,000                | [ 1 ]       |
| 25    | Thượng Hải        | 24,180,000    | Cameroon                           | 21,210,000                | 2,970,000                 | [ 1 ]       |
| 26    | Bắc Kinh          | 21,710,000    | Sri Lanka                          | 18,780,000                | 2,930,000                 | [ 1 ]       |
| 27    | Thiên Tân         | 15,570,000    | Somalia                            | 12,910,000                | 2,660,000                 | [ 1 ]       |
| 28    | Hải Nam           | 9,170,000     | Honduras                           | 5,370,000                 | 3,890,000                 | [ 1 ]       |
| 29    | Hồng Kông         | 7,335,384     | Togo                               | 7,335,384                 | -                         | [ 2 ]       |
| 30    | Ninh Hạ           | 6,820,000     | El Salvador                        | 3,950,000                 | 2,870,000                 | [ 1 ]       |
| 31    | Thanh Hải         | 5,980,000     | Turkmenistan                       | 3,170,000                 | 2,810,000                 | [ 1 ]       |
| 32    | Tây Tạng          | 3,370,000     | Bosna và Hercegovina               | 1,040,000                 | 2,330,000                 | [ 1 ]       |
| 33    | Ma Cao            | 644,900       | Montenegro                         | 644,900                   | -                         | [ 3 ]       |
|       | Đài Loan          | 23,562,318    | Cameroon                           | 17,861,136                | 5,701,182                 | [ 4 ] [ 5 ] |

## Số liệu các năm trước 2010

Bản đồ thể hiện dân số các đơn vị hành chính của CHND Trung Hoa.

| Đơn vị hành chính | Điều tra dân số 2010 | Tỷ lệ (%) | Quốc gia so sánh | 2000          | 1990          | 1982          | 1964        | 1954        |
| ----------------- | -------------------- | --------- | ---------------- | ------------- | ------------- | ------------- | ----------- | ----------- |
| Trung Quốc        | 1.339.724.852        | 100       | Ấn Độ            | 1.265.830.000 | 1.160.017.381 | 1.031.882.511 | 723.070.269 | 601.938.035 |
| Quảng Đông        | 104.303.132          | 7,8       | México           | 85.225.007    | 62.829.236    | 59.299.220    | 42.800.849  | 34.770.059  |
| Sơn Đông          | 95.793.065           | 7,2       | Philippines      | 89.971.789    | 84.392.827    | 74.419.054    | 55.519.038  | 48.876.548  |
| Hà Nam            | 94.023.567           | 7,0       | Philippines      | 91.236.854    | 85.509.535    | 74.422.739    | 50.325.511  | 44.214.594  |
| Tứ Xuyên          | 80.418.200           | 6,0       | Ai Cập           | 82.348.296    | 107.218.173   | 99.713.310    | 67.956.490  | 62.303.999  |
| Giang Tô          | 78.659.903           | 5,9       | Iran             | 73.043.577    | 67.056.519    | 60.521.114    | 44.504.608  | 41.252.192  |
| Hà Bắc            | 71.854.202           | 5,4       | Thổ Nhĩ Kỳ       | 66.684.419    | 61.082.439    | 53.005.876    | 45.687.781  | 35.984.644  |
| Hồ Nam            | 65.683.722           | 4,9       | Pháp             | 63.274.173    | 60.659.754    | 54.008.851    | 37.182.286  | 33.226.954  |
| An Huy            | 59.500.510           | 4,5       | Ý                | 58.999.948    | 56.180.813    | 49.665.724    | 31.241.657  | 30.343.637  |
| Hồ Bắc            | 57.237.740           | 4,3       | Ý                | 59.508.870    | 53.969.210    | 47.804.150    | 33.709.344  | 27.789.693  |
| Chiết Giang       | 54.426.891           | 4,1       | Nam Phi          | 45.930.651    | 41.445.930    | 38.884.603    | 28.318.573  | 22.865.747  |
| Quảng Tây         | 46.026.629           | 3,5       | Colombia         | 43.854.538    | 42.245.765    | 36.420.960    | 20.845.017  | 19.560.822  |
| Vân Nam           | 45.966.239           | 3,4       | Tây Ban Nha      | 42.360.089    | 36.972.610    | 32.553.817    | 20.509.525  | 17.472.737  |
| Giang Tây         | 44.567.475           | 3,3       | Ukraina          | 40.397.598    | 37.710.281    | 33.184.827    | 21.068.019  | 16.772.865  |
| Liêu Ninh         | 43.746.323           | 3,3       | Tanzania         | 41.824.412    | 39.459.697    | 35.721.693    | 26.946.200  | 18.545.147  |
| Hắc Long Giang    | 38.312.224           | 2,9       | Kenya            | 36.237.576    | 35.214.873    | 32.665.546    | 20.118.271  | 11.897.309  |
| Thiểm Tây         | 37.327.378           | 2,8       | Ba Lan           | 35.365.072    | 32.882.403    | 28.904.423    | 20.766.915  | 15.881.281  |
| Phúc Kiến         | 36.894.216           | 2,8       | Algérie          | 34.097.947    | 30.097.274    | 25.931.106    | 16.757.223  | 13.142.721  |
| Sơn Tây           | 35.712.111           | 2,7       | Algérie          | 32.471.242    | 28.759.014    | 25.291.389    | 18.015.067  | 14.314.485  |
| Quý Châu          | 34.746.468           | 2,6       | Canada           | 35.247.695    | 32.391.066    | 28.552.997    | 17.140.521  | 15.037.310  |
| Trùng Khánh       | 28.846.170           | 2,2       | Malaysia         | 30.512.763    | *             | *             | *           | *           |
| Cát Lâm           | 27.462.297           | 2,1       | Ả Rập Xê Út      | 26.802.191    | 24.658.721    | 22.560.053    | 15.668.663  | 11.290.073  |
| Cam Túc           | 25.575.254           | 1,9       | Nepal            | 25.124.282    | 22.371.141    | 19.569.261    | 12.630.569  | 12.928.102  |
| Nội Mông          | 24.706.321           | 1,9       | Ghana            | 23.323.347    | 21.456.798    | 19.274.279    | 12.348.638  | 6.100.104   |
| Thượng Hải        | 23.019.148           | 1,7       | Úc               | 16.407.734    | 13.341.896    | 11.859.748    | 10.816.458  | 6.204.417   |
| Tân Cương         | 21.813.334           | 1,6       | România          | 18.459.511    | 15.155.778    | 13.081.681    | 7.270.067   | 4.873.608   |
| Bắc Kinh          | 19.612.368           | 1,5       | Angola           | 13.569.194    | 10.819.407    | 9.230.687     | 7.568.495   | 2.768.149   |
| Thiên Tân         | 12.938.224           | 1,0       | Sénégal          | 9.848.731     | 8.785.402     | 7.764.141     | *           | 2.693.831   |
| Hải Nam           | 8.671.518            | 0,7       | Burundi          | 7.559.035     | 6.557.482     | *             | *           | *           |
| Hồng Kông         | 7.061.200            |           | Papua New Guinea | 6.708.389     | *             | *             | *           | *           |
| Ninh Hạ           | 6.176.900            | 0,5       | El Salvador      | 5.486.393     | 4.655.451     | 3.895.578     | *           | *           |
| Thanh Hải         | 5.626.722            | 0,5       | Paraguay         | 4.822.963     | 4.456.946     | 3.895.706     | 2.145.604   | 1.676.534   |
| Tây Tạng          | 3.002.166            | 0,2       | Kuwait           | 2.616.329     | 2.196.010     | 1.892.393     | 1.251.225   | 1.273.969   |
| Ma Cao            | 552.300              |           | Quần đảo Solomon | 431.500       | *             | *             | *           | *           |
| Nhiệt Hà          | *                    | *         | *                | *             | *             | *             | *           | 5.160.822   |
| Tây Khang         | *                    | *         | *                | *             | *             | *             | *           | 3.381.064   |